# Легат Мирјане и Павла Вуисића
Легат Мирјане и Павла Вуисића је збирка материјалних и културних добара коју чини велики број личних предмета српског глумца Павла Вуисића, а коју је Удружењу за културу, уметност и међународну сарадњу „Адлигат” завештала Павлова супруга, Мирјана Вуисић, уједно и члан оснивач и члан управног одбора Удружења. Осим личних предмета, који укључују бројне рукописе, скице, фотографије, легитимације, цртеже, предмете из филмова у којима је глумио, као и оригинал Павловог тестамента, Мирјана је Удружењу уступила на коришћење и стан у којем су заједно живели, како би се након њене смрти користио у музејске намене, за промоцију филма и чување сећања на Павла и Мирјану.
Легат је доступан за јавност у оквиру Музеја српске књижевности на Бањици у Београду.

## Живот и каријера Павла Вуисића
Павле Вуисић рођен је 10. јула 1926. године у Београду, од оца Миша и мајке Радмиле. Студирао је право и радио као новинар Радио Београда све до 1950. године, када отпочиње његова глумачка каријера, улогом у филму Чудотворни мач Воје Нановића. Убрзо након те улоге започиње сарадњу са бројним редитељима. Иако није имао формално глумачко образовање, снимио је велики број филмова и телевизијских серија и важи за глумачку легенду југословенске кинематографије. Његова филмографија обухвата 177 јединица, од тога 129 дугометражних филмова, 17 серија, 14 ТВ филмова, шест  мини телевизијских серија и пет кратких ТВ филмова. Посебно се истичу улоге у култним филмовима „Ко то тамо пева“ и „Маратонци трче почасни круг“, као и серијама „Камионџије”, „Отписани” и „Више од игре”. У легату у Удружењу „Адлигат”, између осталог, налази се и свежањ кључева на коме је и оригинални кључ камиона који је вожен у серији „Камионџије”.
Павле је био учесник борби на Сремском фронту (1944–1945). Мало је познато и да је целог живота писао, најчешће песме, а писао је где је стигао - на кафанским рачунима, именику, по књигама, салветама, кутијама цигарета. Често би цепао оно што би записао, те је супруга Мирјана посебно издвајала и чувала његове рукописе. Павле је био и врстан бродоградитељ, о чему сведоче и бројне скице бродова у легату. Већи део свог слободног времена проводио је на Сави и на Ади, опчињен реком и водом. Са својом супругом Мирјаном био је тридесет две године у браку, од 1956. до смрти 1988. године. 
Павле Вуисић преминуо је 8. октобра 1988. године, а сахрањен је на Новом гробљу у Београду. По његовој жељи, коју је исказивао у више наврата током живота, како у говору тако и у бројним записима и тестаменту, сахрани је присуствовала само његова супруга и поп, којем није рекла ко је покојник. Једна од изјава која сведочи о овој жељи је „Молим смрт објавити најмање три дана после погреба. Да мојему погребу не присуствује нико до ње [...] Молим само Она и Ја”.
Године 2009, двадесет једну годину након Павлове смрти, објављен је документарни роман о његовом животу, аутора Александра Ђуричића, који носи назив „После фајронта: књига о Паји”. Романсирана биографија објављена је у издању ВБЗ Београд и Блица.

## О легату
Легат Мирјане и Павла Вуисића формиран је 2016. године, у Удружењу за културу, уметност и међународну сарадњу „Адлигат” у Београду, а допуњаван је у више наврата у годинама након оснивања. Дародавац Мирјана Вуисић у Удружењу је уједно и члан оснивач и члан управног одбора. Легат обухвата велики број личних предмета Павла Вуисића, од његове омиљене торбе, рукописа његових песама, бројних скица бродова, фотографија, лула за дуван, све до познатог и често цензурисаног тестамента исписаног на три странице. 
Тестамент Павла Вуисића годинама је био контроверзна тема и често је објављиван у цензурисаним и некомплетним деловима. Осликава глумчев став према комунизму и вери, посебно у делу где Павле захтева да му на сахрани певају шесторица попова, али у себи, и прети да му ниједан комуниста не држи говор, иначе ће се у гробу преврнути и не само преврнути, већ и устати из гроба да комунисту гони, као и све његове истомишљенике.

## Радно време
Легат Мирјане и Павла Вуисића отворен је за посетиоце у оквиру Музеја српске књижевности на Бањици, четвртком, петком и суботом, уз претходно заказивање.

## Фото-галерија
- Соба у Музеју српске књижевности са легатом Мирјане и Павла Вуисића.
- Легат Мирјане и Павла Вуисића.
- Комода са рукописима песама Павла Вуисића, фотографијама и разним личним предметима.
- Рукописи песама, портрет скица Вуисића и фотографија са снимања.
- Скице бродова које је Вуисић сам израђивао.
- Сценарији Павла Вуисића, фотографије и омиљена лула за дуван.
- Документација Павла Вуисића.
- Луле за дуван Павла Вуисића.
- Разни лични предмети Вуисића; документи, легитимације, фотографије.
- Свежањ кључева на коме је и оригинални кључ камиона из Камионџија, као и наочаре које је Паја носио у серији.
- Исечак из новина у којима је штампан интервју „Све је лаж” и фотографија са новинаром Слободаном Јоковићем који га је интервјуисао.
- Рукопис претходно непознатог сценарија за дечју филмску причу „Никад више" и кратка прича „Једном у зору“.
- Део легата, лични предмети Вуисића и фотографије.